# Répino (Vladímir)
|  | Per a altres significats, vegeu «Répino». |

Répino (en rus: Репино) és un poble de l'óblast de Vladímir, a Rússia, segons el cens del 2010 tenia 30 habitants. Pertany al districte municipal de Mélenki.